# Billy Brown
Ne doit pas être confondu avec Bill Brown ou Billy Browne.
William « Billy » Brown (ne le 22 août 1900 à Hetton-le-Hole, comté de Durham – mort en janvier 1985 à Easington) est un joueur de football anglais.

## Biographie
Brown rejoint West Ham United, club pour lequel il a joué à l'âge 16 ans pendant la première Guerre mondiale, de Hetton en 1921. Il fait ses débuts lors du dernier match de la saison 1920-1921, une rencontre à l'extérieur sans but contre South Shields le 7 mai 1921.
Brown est souvent utilisé comme un joueur polyvalent, mais il joue au poste d'intérieur droit lors de la finale de la Coupe d'Angleterre 1923 contre Bolton Wanderers. Un mois plus tard, il joue pour l'équipe d'Angleterre dans l'équipe réserve contre la France. Il obtient une sélection en équipe nationale A contre la Belgique à The Hawthorns l'année suivante.
Il réalise 71 rencontres et inscrit 20 buts sous le maillot de West Ham avant de quitter le club pour un autre club londonien, Chelsea, en 1924. Il joue ensuite pour divers clubs : Fulham, Stockport County et Hartlepools United. Il devient plus tard un joueur de cricket pour Blackhall Colliery Welfare.